# 詹姆斯·亨特 (帆船运动员)
詹姆斯·亨特（英語：James Hunt，1936年7月25日—），生于波士顿，美国前男子帆船运动员。他曾代表美国参加1960年夏季奥林匹克运动会帆船比赛，联同乔治·奥戴和戴维·史密斯获得一枚金牌。